# Хехтеег

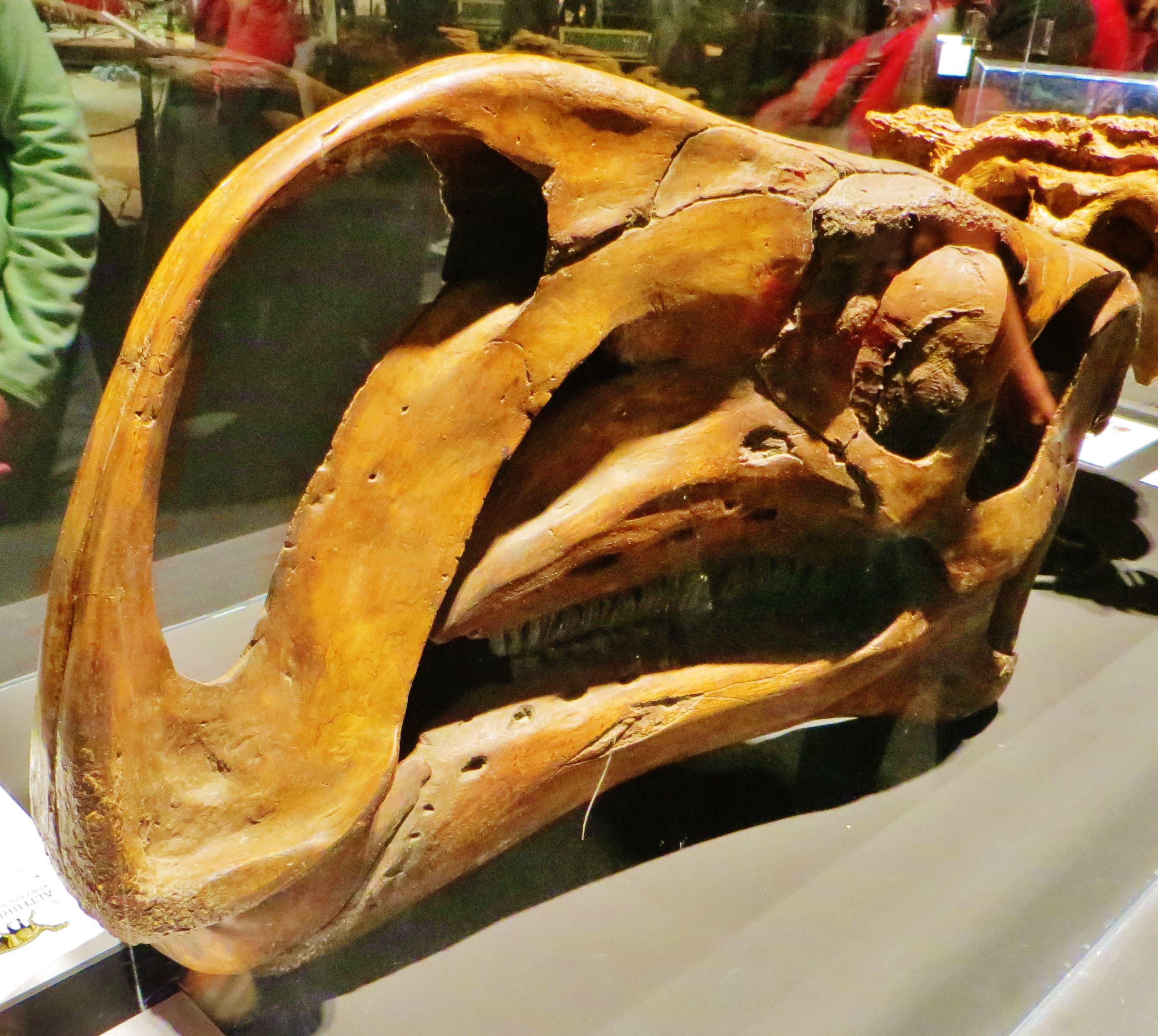
Зліпок черепа альтирина

Хехтеег (монг. Хөхтеег формації, Khökhteeg Formatsi) — геологічна формація в  Монголії, шари якої датуються раннім  крейдяним періодом. Серед  скам'янілостей, знайдених у цій формації, знаходять безліч решток  динозаврів.
Тут знайдено рештки альтирина (Altirhinus kurzanovi), азіатозавра (Asiatosaurus mongoliensis), ігуанодона I. orientalis, продейнодона P. mongoliensis, псіттакозаврів P. mongoliensis і P. protiguanodonensis і шанага (S. ashile).
Також тут було знайдено рештки вимерлого ссавця гобіконодон а (G. hopsoni) та  птерозавра Tapejaroid (знайдений єдиний хребець).

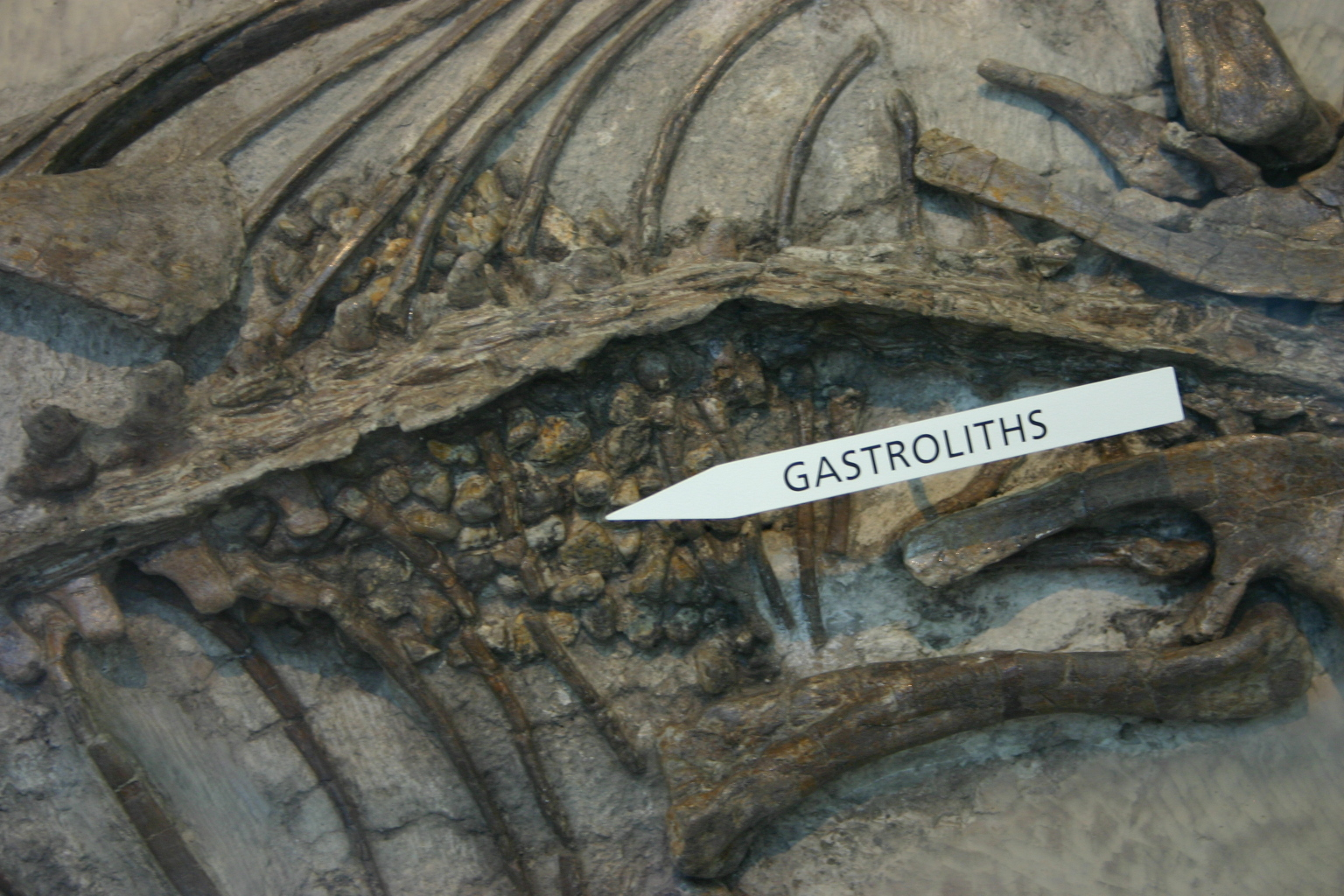
Викопні рештки псіттакозавра з гастролітами в районі шлунка, Американський музей природної історії.